# Gaius Sempronius Atratinus
Gaius Sempronius Atratinus entstammte der Adelsfamilie der Sempronier und bekleidete während der frühen Römischen Republik 423 v. Chr. das Konsulat.

## Leben
Gaius Sempronius Atratinus amtierte 423 v. Chr. gemeinsam mit Quintus Fabius Vibulanus Ambustus als Konsul. Auf einem Feldzug gegen die Volsker soll sich Atratinus äußerst nachlässig verhalten und dadurch seine Armee in eine sehr bedrohliche Lage gebracht haben; nur das mutige und eigenständige Vorgehen der von Sextus Tempanius kommandierten Kavallerie habe das Heer gerettet. Wegen dieses Fehlverhaltens wurde Atratinus nach dem Ablauf seines Konsulats 422 v. Chr. vom Volkstribunen Lucius Hortensius gerichtlich belangt. Da aber vier der furchtlosen Reiter, die im Vorjahr die Gefahr abgewendet hatten und nun als Volkstribunen fungierten, Fürsprache für Atratinus einlegten, ließ Hortensius die Anklage vorläufig fallen. Als Atratinus sich jedoch 420 v. Chr. gegen ein Ackergesetz querlegte und sein in diesem Jahr zum zweiten Mal als Konsulartribun amtierender Vetter Aulus Sempronius Atratinus bei den Quästorenwahlen durch parteiische Bevorzugung patrizischer Kandidaten die Volkstribunen weiter verärgerte, erreichten diese eine Wiederaufnahme des Prozesses. Dabei wurde Atratinus für schuldig befunden und musste eine hohe Geldstrafe bezahlen. Der Althistoriker Friedrich Münzer hält nur das Konsulat und die Verurteilung des Atratinus für historische Fakten, die restliche Geschichte aber für annalistische Erdichtung.